# 오마리 테트라제
오마리 미카일로비치 테트라제(러시아어: Омари Михайлович Тетрадзе, 1969년 10월 13일, 그루지야 SSR 벨로스프리 ~ )는 그리스계인 전 러시아의 축구 선수이다. 테트라제의 선수 시절 포지션은 오른쪽 풀백이었다. 테트라제는 지난 UEFA 유로 1996 대회에서 체코를 상대로 득점을 기록했으며, 이것의 그의 유일한 A매치 득점 기록이다.
테트라제의 원래 성은 오시포프였으나, 18세 때 소련이 해체되면서 조지아에 불어온 민족주의 열풍으로 외할머니의 성인 '테트라제'로 바꾸었다. 또한 1990년 초반에 그리스 시민권도 받았으나, 이후 포기했다. 테트라제 본인은 인종적으로는 그리스인일지라도, 고향은 조지아로 생각하고 있다고 한다.

## 수상

### 선수
디나모 트빌리시
- 우마글레시 리가 우승

 디나모 모스크바
- 1994년 러시아 프리미어리그 준우승

 알라니야 블라디캅카스
- 1995년 러시아 프리미어리그 우승
- 1996년 러시아 프리미어리그 준우승

 PAOK
- 2000-01 그리스 컵 우승

 사마라
- 2003-04 러시아 컵 준우승

### 감독
안지 마하치칼라
- 2009년 러시아 퍼스트 디비전 우승

 볼가 니즈니노브고로드
- 2010년 러시아 퍼스트 디비전 준우승

개인
- 2009년 러시아 퍼스트 디비전 베스트 감독상